# قلمرو ایکلا
قلمرو ایکلا (به لاتین: Ikela Territory) یک منطقهٔ مسکونی در جمهوری دموکراتیک کنگو است که در تشوپا واقع شده‌است.